# Tanya Stephens
Tanya Stephens (eredeti nevén Vivienne Stephenson; 1973. július 2., Kingston, Jamaica –) az 1990-es évek egyik legfontosabb   reggae énekesnője.
Legismertebb száma a   "Yuh Nuh Ready Fi Dis Yet", amely szerepelt a  Reggae Gold 1997 című válogatáson is. Az "It's a Pity", száma hozta meg számára a nemzetközi ismertséget.

## Diszkográfia

### Albumok
- Big Things A Gwaan RUNNetherlands 1994
- Too Hype VP Records 1997
- Ruff Rider VP Records 1998
- Sintoxicated Warner 2001
- Gangsta Blues VP Records 2004
- Rebelution VP Records 2006

### Kislemezek
- "Yuh Nuh Ready Fi Dis Yet"
- "Draw fi Mi Finger"
- "Freaky Type"
- "Cry and Bawl"
- "Boom Wuk"
- "These Streets"
- "Dance 4 Me" (Mark Morrison featuring Tanya Stephens)